# Цветник (сборник)
Цветник — в древнерусской литературе общее название рукописных и старопечатных сборников определённого характера.
Цветники состоят из мелких выписок, изречений, примеров и так далее, извлечённых из разных интересных статей. Уподобляя себя трудолюбивой пчеле, собирающей сладость различных цветов, старый книжник — переписчик, редактор, владелец рукописи — мог называть каждый сборник такого характера цветником. Поэтому сначала слово Цветник служило как бы украшающим эпитетом, как и другие названия сборников и изборников — «Златая Цепь», «Златая Матица», «Пчела», «Вертоград», «Рай», «Луг», «Крин» и так далее.
В первом издании своей «Истории русской словесности древней и новой» А. Галахов смешал синодальный список Цветника 1665 года с Синайским Патериком (стр. 249). Как указал Н. С. Тихонравов в отзыве о книге Галахова, эта ошибка могла произойти от неустойчивости названий самого Синайского Патерика, который назывался греч. Λειμών, Λειμωνάριον («Луг») или греч. Νεός Παράδεισος, Νεόν Παραδείσιον («Новый Цветник»).
До XVII века русские Цветники не имели вполне определённого типа, так как выбор статей и отрывков обусловливался личным вкусом древнерусского читателя: один составлял себе Цветник из поучений аввы Дорофея, другой выбирал «Цветы» из хронографов и Скитского патерика, третьему нравились народные произведения вроде «Беседы трёх святителей».
Обычай составлять для своего употребления Цветники держался в России до XVIII века. Повести и нравоучения, изложенные силлабическими виршами, соединялись иногда в сборник и назывались Цветником.
В московской синодальной библиотеке хранились два рукописных Цветника: один XVI века, содержавший краткие повести, притчи и поучения; другой составлен в 1665 году Семёном Жюлевым из произведений, назначенных большей частью для народного чтения («Сочинения» Н. С. Тихонравова, т. I, 30). То же самое мы находим и в старопечатных книгах, например, в киевском издании 1628 года «Лимонарь, сиречь Цветник отца нашего Софрония патриарха Иерусалимского, составленный Иоанном иеромонахом».
Co второй половины XVII века начинают появляться Цветники в узком значении термина, как собрания выписок, справок и ссылок из разных статей, сделанные не столько для душеполезного чтения, сколько для полемических целей. Такие Цветники были весьма обычны в старообрядческой письменности даже конца XIX века, например, описанные И. А. Бычковым в «Каталоге собрания славяно-русских рукописей П. Д. Богданова» (выпуски I и II, Санкт-Петербург, 1893), В. М. Ундольским в «Очерке славяно-русской библиографии» (Москва, 1871), Дмитрием Ровинским («Русские народные картинки», т. III, 160, IV, 58, 568 и др.).